# インデペンデント・スクール

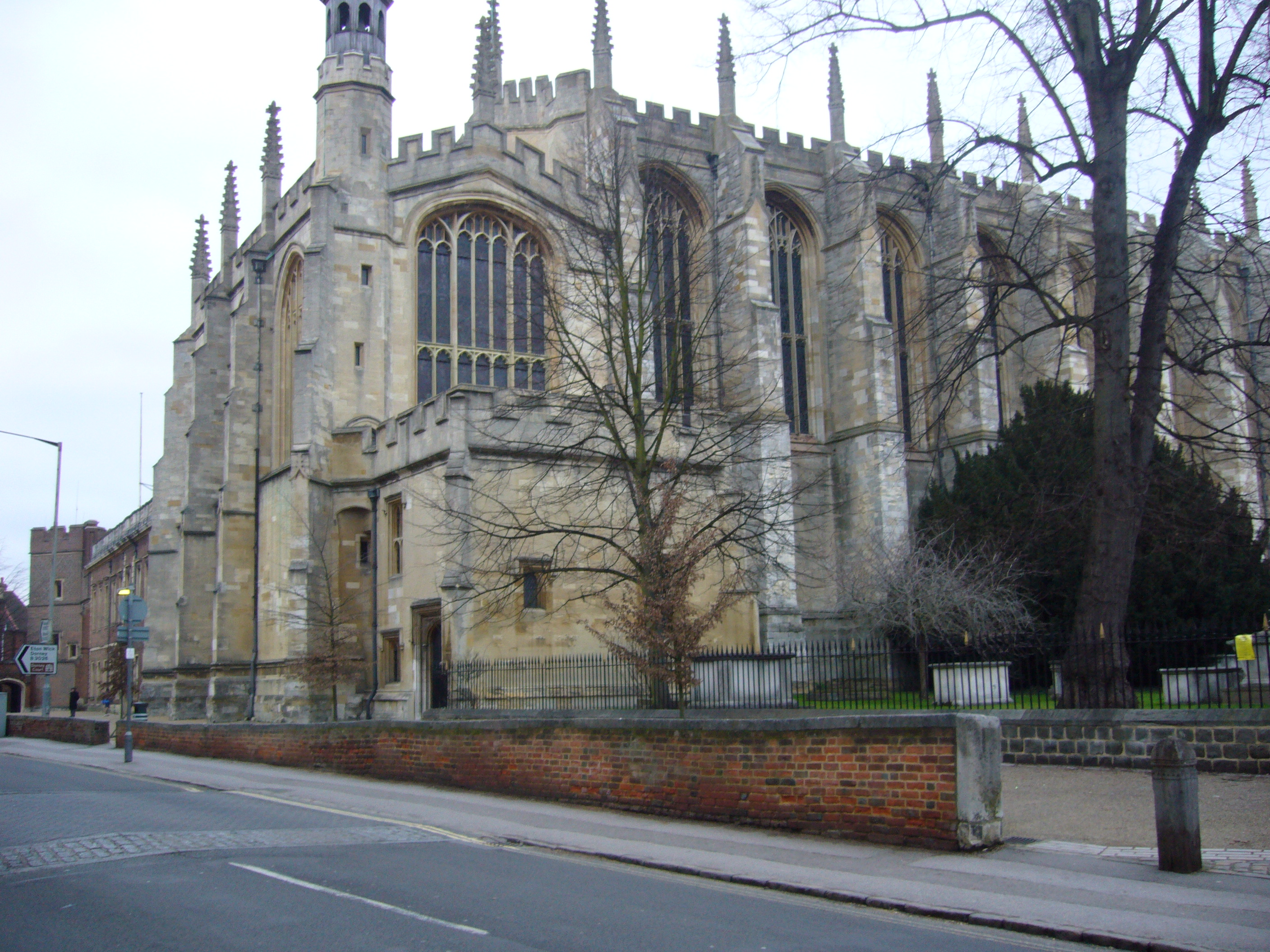
英国のイートン校

インデペンデント・スクール（Independent school）とは、学校運営形態の一種。運営のための財源を国や地方自治体に（厳密には宗教団体にも）頼らず、授業料、寄付、時には寄付の投資の利子で補っている。インデペンデント・スクールとは文字通りの「独立している学校」という意味である。英国とオーストラリアでは中等教育以下の学校にのみ使われる。
- カナダやアメリカ合衆国においては、厳密には特定の宗教に帰属する学校は含まず、なおかつ外部のどのような団体にも金銭面で依存していない学校を指すことが多い。
- 英国イングランド、ウェールズ、北アイルランドにおけるインデペンデント・スクールには、グラマー・スクールも含まれる。英国スコットランドにおいては、北米同様、国家財政に頼っていない学校はすべてインデペンデント・スクールと呼ばれる。
- オーストラリアでもインデペンデントと私立は混同して用いられる。かつてはインデペンデント・スクールとは教会が運営する名門校であることが多かったが、1980年代以降は「ふつうの」オーストラリア人を対象にした授業料の安い、中には宗教団体にまったく関係のない学校も増えてきている。カトリック系の学校は、授業料が低めのことが多く、オーストラリアにおけるインデペンデント・スクールのうちでかなりの割合を占め、多種多様のインデペンデント・スクールの中でも「カトリック系」という1つの分類ができている。オーストラリアのインデペンデント・スクールは政府から補助金を受けている。

## 独立がもたらす4つの基本的な自由
指導面や財政面において独立しているインデペンデント・スクールは、以下の4つの基本的な自由を謳っている。
1. 政府や宗教の教区や管区の影響なしに学校方針を決定できる自由。
2. インデペンデント・スクールに在籍することは権利ではなく特権であり、学校方針で対象としている生徒のみを入学させ継続して在学（不適合者は退学）させられる自由。
3. 一般校では教職員の学位や免状に関して政府や組合が規定するのに対し、インデペンデント・スクールは独自の条件下で優秀と認めた者を雇用できる自由。
4. 政府や外部組織による特定の教育計画、教科書、達成を測る手段を用いる必要はなく、学校自身が最適であると考えるカリキュラムや教育計画を公的に明白にできる自由。

上記の概念に含まれる自由と責任こそがインデペンデント・スクールの最大の強みであり、教育モデルとして最も貢献できる点である。